# Giancarlo De Carlo
Giancarlo De Carlo (Genova, 12 dicembre 1919 – Milano, 4 giugno 2005) è stato un architetto, urbanista e teorico dell'architettura italiano.
È stato tra i primi a sperimentare e applicare in architettura la partecipazione da parte degli utenti alle fasi di progettazione. È conosciuto internazionalmente per essere stato uno dei membri più attivi del movimento Team X che operò la prima vera rottura con il Movimento Moderno e le tesi funzionaliste di Le Corbusier a partire dall'ultimo dei Congressi CIAM a Otterlo nel 1959.
Per la sua capacità di instaurare sempre delle relazioni forti tra teoria e pratica non convenzionali si è imposto come uno tra i pensatori più acuti dell'architettura italiana. È padre dello scrittore Andrea De Carlo.

## Biografia
Nato a Genova poco dopo la fine della prima guerra mondiale da padre siciliano e madre piemontese, visse tra la sua città natale, Livorno e Tunisi sino all'età di vent'anni. Nel 1939 si iscrive al Politecnico di Milano dove si laurea in ingegneria nel 1943. Durante la seconda guerra mondiale è arruolato come ufficiale di Marina. In seguito all'armistizio dell'8 settembre 1943 entra in clandestinità prendendo parte alla Resistenza con il Movimento di Unità Proletaria a cui partecipano anche altri architetti milanesi come Franco Albini e Irenio Diotallevi. Successivamente organizza a Milano un gruppo partigiano di ispirazione anarchico-libertaria (le Brigate Matteotti) insieme a Giuseppe Pagano.
Alla fine della guerra pubblica a Milano Le Corbusier. Antologia critica degli scritti e comincia a frequentare il movimento anarchico partecipando ai primi convegni italiani a Carrara. La sua sarà sempre un'adesione critica al pensiero libertario vicino alle tesi di Kropotkin ed è in questo periodo che comincia la sua collaborazione alla rivista anarchica Volontà in cui cerca di lanciare nuove idee sociali per la ricostruzione e l'incessante bisogno di alloggi popolari. Collabora in maniera saltuaria alle riviste di architettura Domus e Casabella e pubblica una monografia critica su William Morris.
Nel 1948 riprende gli studi all'Istituto Universitario d'Architettura di Venezia dove si laurea nel 1949. Due anni prima prende parte all'VIII Triennale di Milano con tre progetti, mai realizzati, per il quartiere QT8. Nel 1950 apre un proprio studio a Milano. Nel 1951 organizza per la IX Triennale di Milano una mostra sull'architettura spontanea e tre anni dopo, nell'edizione successiva, presenta tre cortometraggi scritti con Elio Vittorini in cui, in pieno stile dell'epoca, denuncia le derive possibili di una metropoli moderna gestita da burocrati e tecnici in cui l'interesse per l'uomo non è prioritario, e esorta lo spettatore ad agire in prima persona. Nel 1952 nasce il figlio Andrea.
Nel 1955 ottiene una cattedra in urbanistica allo IUAV che manterrà fino al 1983 venendo a contatto e spesso scontrandosi con i maggiori nomi dell'architettura e urbanistica italiana come Giuseppe Samonà, Carlo Scarpa, Bruno Zevi e Paolo Portoghesi. Tra il 1952 e il 1960 fa parte della nuova generazione invitata a partecipare al CIAM. Egli prende parte ai prestigiosi congressi grazie alla presentazione fatta da Ernesto Nathan Rogers il quale nello stesso periodo lo inserisce anche nel comitato di redazione di "Casabella-Continuità", ruolo che abbandonerà nel 1956 in seguito ad aspri contrasti con lo stesso Rogers. Nello stesso periodo fa parte del Movimento di Studi per l'Architettura (MSA) che raggruppa vari giovani architetti milanesi in linea con i principi del Movimento Moderno e in aperto contrasto con l'esperienza romana dell'Associazione per l'Architettura Organica (APAO) di Bruno Zevi che si rifà invece alle idee innovative di Frank Lloyd Wright.
Nel 1956, quale membro italiano dei CIAM, presenta un suo progetto di un complesso di case popolari a Matera in cui tutti i principi di le Corbusier vengono ignorati a discapito di un'attenzione specifica al contesto geografico, sociale e climatico della regione. È chiaramente una forte rottura con la vecchia generazione di architetti e del mito di un modello di architettura internazionale unico (International Style). Nel congresso del 1956 è segnata così la fine dei CIAM e l'inizio del Team X che raggruppa tutta la nuova generazione invitata a partecipare all'ultimo congresso (il decimo per l'appunto) e che pretende un nuovo tipo di architettura, che si adatti meglio alle condizioni sociali e ambientali locali e in cui l'uomo non sia ridotto a una figura astratta o un insieme di misure standard.
Nel 1964 è incaricato del primo Piano Regolatore Generale della città di Urbino. Fece parte, inoltre, del comitato scientifico dell'Istituto lombardo di studi economici e sociali.
Dal 1965 è incaricato di progettare il campus e le strutture della nuova Università di Urbino. Nel progetto il campus si fonde con il paesaggio, inserendosi fisicamente nelle colline. È, quello del campus universitario di Urbino, un progetto che lo vedrà impegnato per molti anni della sua vita, e che gli darà il suo primo vero riconoscimento internazionale. Negli anni seguenti sviluppa il progetto della casa del filosofo Livio Sichirollo e del quartiere "La Pineta".
Nel 1968, durante la rivolta studentesca, cerca un dialogo costruttivo con i propri studenti e pubblica una serie di testi e saggi in cui teorizza una gestione dell'architettura più democratica e aperta e mette in discussione l'insegnamento tradizionale: "La piramide rovesciata", "Ordine, Istituzione, Educazione, Disordine", "Il pubblico dell'architettura" e "Un'architettura della partecipazione".

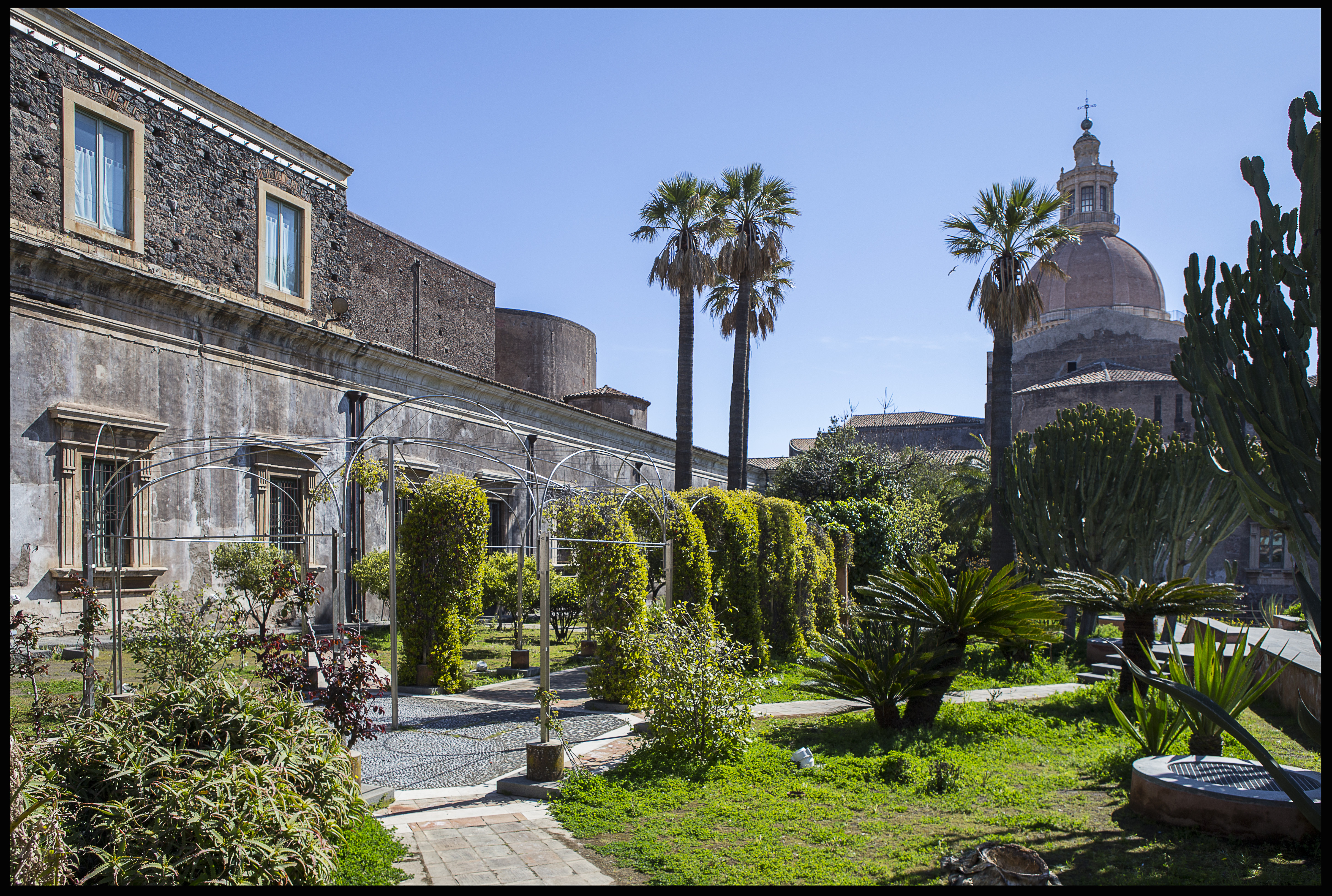
Giardino dei Novizi (Monastero di San Nicolò l'Arena)

Dal 1970, insieme a Domenico De Masi, Fausto Colombo e Valeria Fossati Bellani e agli operai e le loro famiglie, costruisce le case per lavoratori Matteotti a Terni. Si tratta del primo esempio realizzato di architettura partecipata in Italia che si rivela un successo e che poi ripeterà con risultati e procedure diverse nel 1972 per il Piano Regolatore di Rimini e nel 1979 per il recupero dell'isola di Mazzorbo a Venezia.

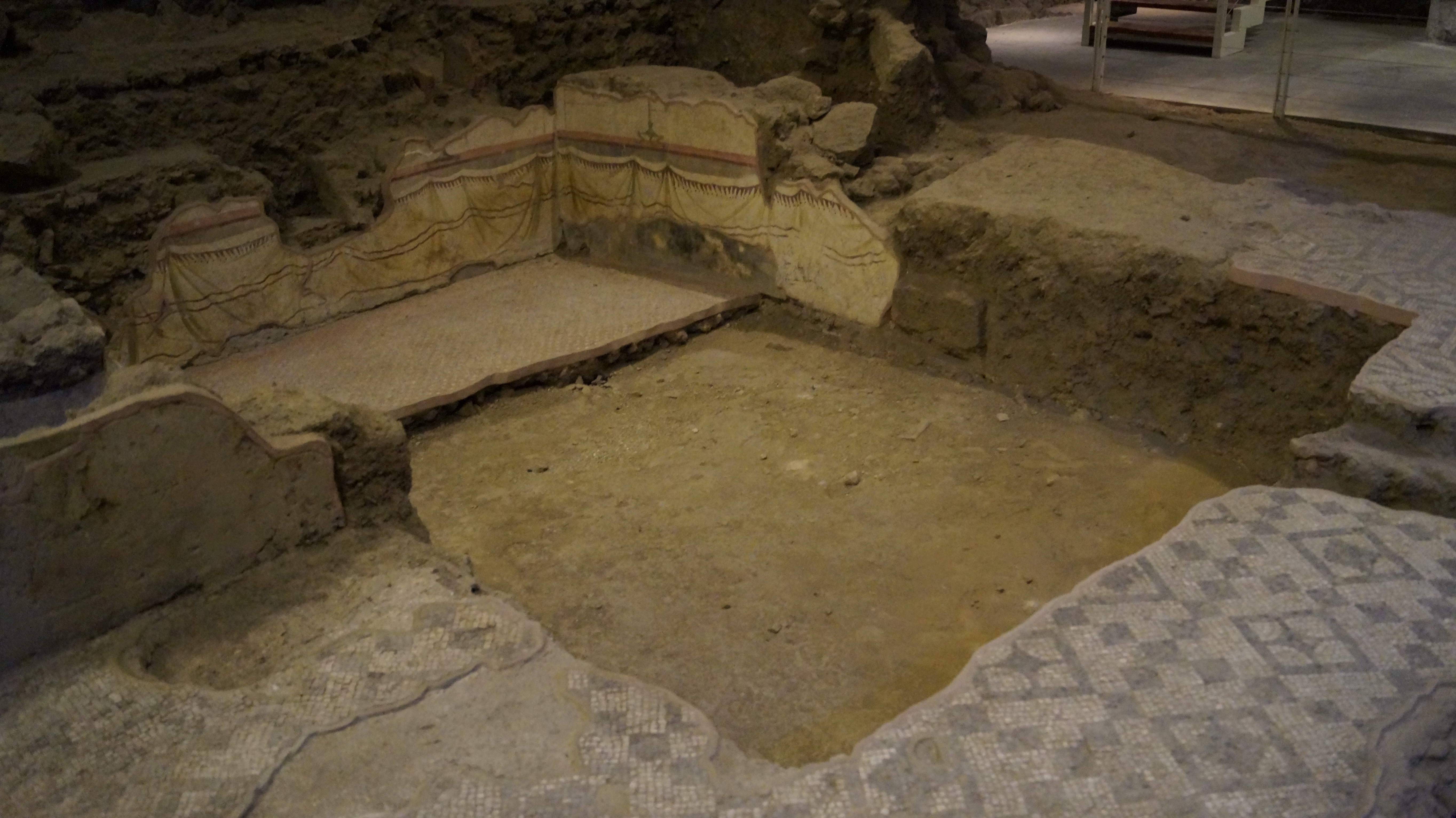
Recupero dei resti di due Domus romane nel seminterrato del Monastero di San Nicolò l'Arena

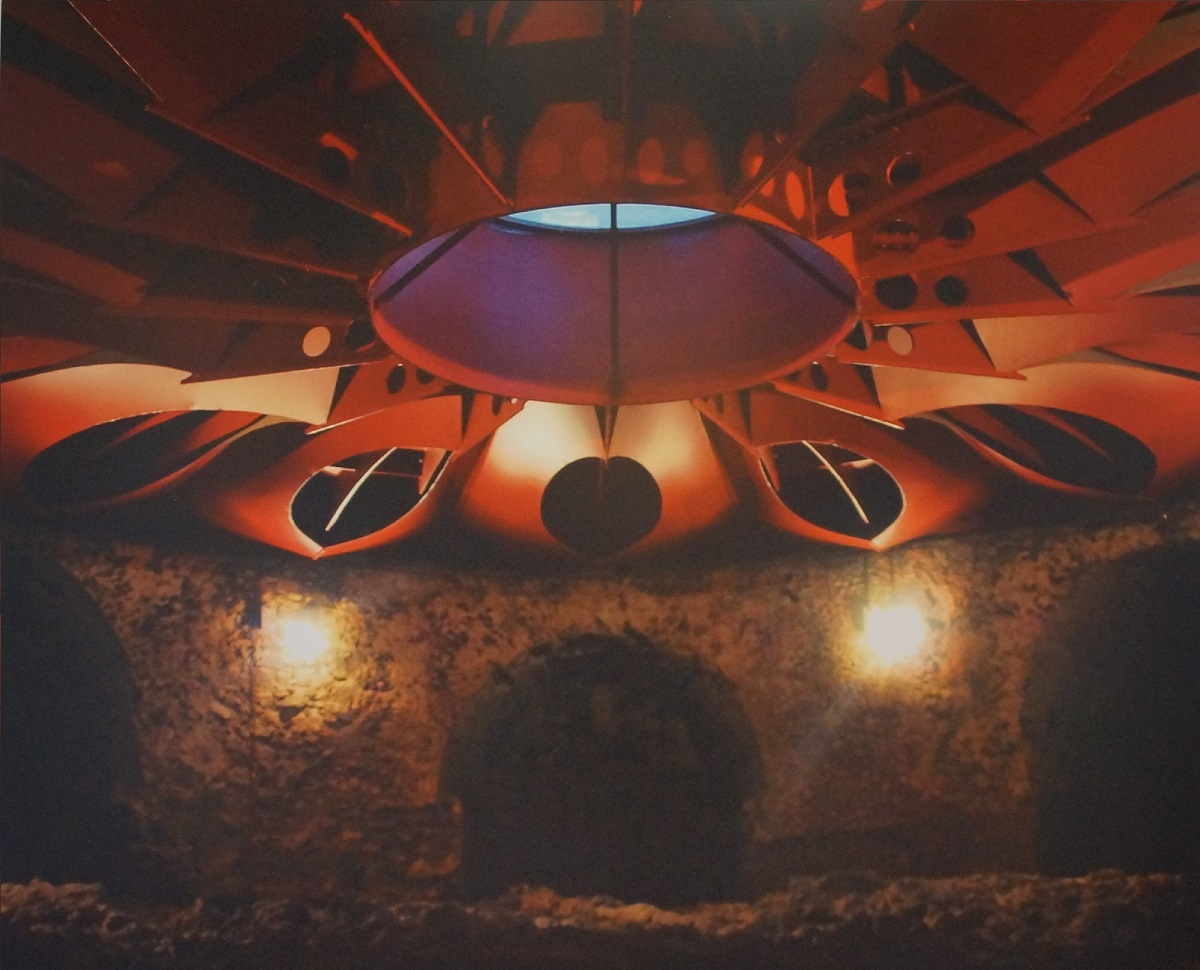
"Sala Rossa" all'interno del Monastero di San Nicolò l'Arena

Dal 1976 fonda l'ILAUD (o I.L.A. & U.D., International Laboratory of Architecture & Urban Design), un laboratorio internazionale di architettura e disegno urbano, basato sui principi del Team X, che per 27 anni si svolge ogni estate in Italia (negli anni si è svolto a Venezia, Siena, Urbino, ecc.) allo scopo di svolgere un'attività di ricerca continua attraverso il confronto teorico e progettuale tra le nuove generazioni delle più prestigiose scuole di architettura europee e americane.
Nel 1978 fonda e dirige la rivista "Spazio e società" attraverso la quale per più di vent'anni manterrà attiva la rete di relazione creatasi con il Team X e garantendo una voce alternativa e indipendente nel panorama architettonico europeo.
A Siena fu incaricato del progetto del nuovo quartiere periferico di San Miniato che, a esecuzione quasi completata da parte del comune di Siena, egli criticò per la sua attuazione pratica e dal quale si dissociò in seguito.
Nel 1984 accettò l'incarico dall'Università degli Studi di Catania per il progetto di recupero del Monastero di San Nicolò l'Arena, sede dell'attuale DISUM - Dipartimento di Scienze Umanistiche.
Più volte invitato nelle università di tutto il mondo per conferenze e incontri, ha ricevuto numerosi premi e riconoscimenti. Nel 2004 il Centre Pompidou di Parigi gli dedica una mostra monografica e a Roma, tre giorni prima della sua morte, il 1º giugno 2005, è inaugurata una grande mostra retrospettiva in cui lo stesso De Carlo ha curato l'allestimento e la scelta non cronologica dell'esposizione.

## Architettura
(L'architettura della partecipazione, 1973)

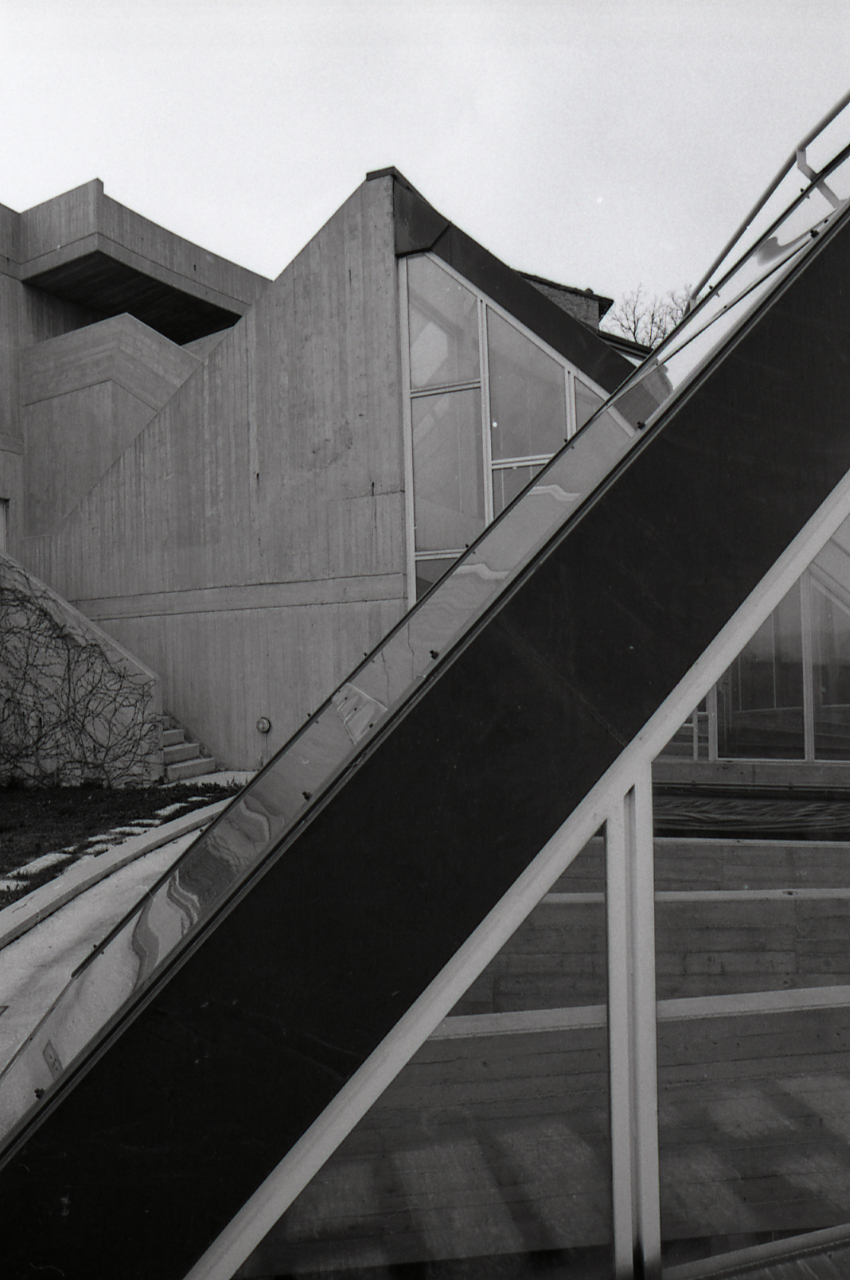
Facoltà di Magistero, Urbino. Foto di Paolo Monti, 1982.

Giancarlo De Carlo è sempre stato una personalità scomoda nell'ambito dell'architettura italiana e non è mai sceso a compromessi che potevano intaccare la coerenza delle proprie idee. Per questo motivo ha dovuto rinunciare alla realizzazione di molti progetti, come per esempio il piano regolatore di Rimini. Come mina vagante, è sempre sfuggito a una classificazione univoca del proprio lavoro; accomunato ai brutalisti in un primo momento, ha sempre rifiutato questo termine e durante tutte le fasi storiche dell'architettura italiana non ha mai preso parte a una qualsiasi corrente di moda, preferendo eclissarsi e lavorare di meno (come durante la moda post-modernista degli anni ottanta o le correnti High-Tech e decostruttiviste seguenti).
In particolare, durante tutti gli anni ottanta e novanta, grazie alla rivista da lui fondata Spazio e società e attraverso l'ILAUD, riuscì a costituire un gruppo di riflessione e ricerca totalmente indipendente e controcorrente rispetto alle tendenze architettoniche del momento. In questo modo si pose come un riferimento internazionale importante per molte persone venute da molteplici discipline.
Ha avuto un'impronta personale di approccio all'architettura che può essere considerata una costante della cultura architettonica italiana, fatta di prese di posizione particolari e non di vere e proprie scuole di pensiero. Nonostante tutto, egli si inserisce in alcune correnti di superamento e critica del razionalismo italiano che si sono sviluppate a partire dagli anni Sessanta in poi.
Nonostante abbia passato quasi tutta la sua vita a Milano, non ha mai costruito niente in questa città. A causa delle sue posizioni intransigenti, non ha mai trovato un appoggio solido nell'amministrazione milanese e anche la sua morte è passata quasi inosservata.
Oltre a essere uno dei primi architetti in Europa a teorizzare e praticare la partecipazione degli utenti nelle fasi di progettazione, in particolare per i progetti di Terni, Rimini e Mazzorbo, De Carlo sosteneva che il progetto andava cercato sempre "per tentativi" non limitandosi a rinchiudersi in una soluzione rigida.
Fu duramente attaccato da Vittorio Sgarbi, il quale lo accusava di avere rovinato l'armonia e la bellezza del centro storico di Urbino. De Carlo considerava invece che la sua attività avesse impedito una museificazione dell'ambiente costruito della cittadina e una distruzione sociale della stessa.
Nel 1995, a seguito di una sua partecipazione al progetto di recupero del centro storico di Palermo, progetto mai finalizzato a causa di intoppi burocratici e politici, pubblica il libro il Progetto Kalhesa sotto lo pseudonimo di Ismé Gimdalcha dove racconta in chiave fantastica e ironica le vicissitudini del progetto.

## Progetti

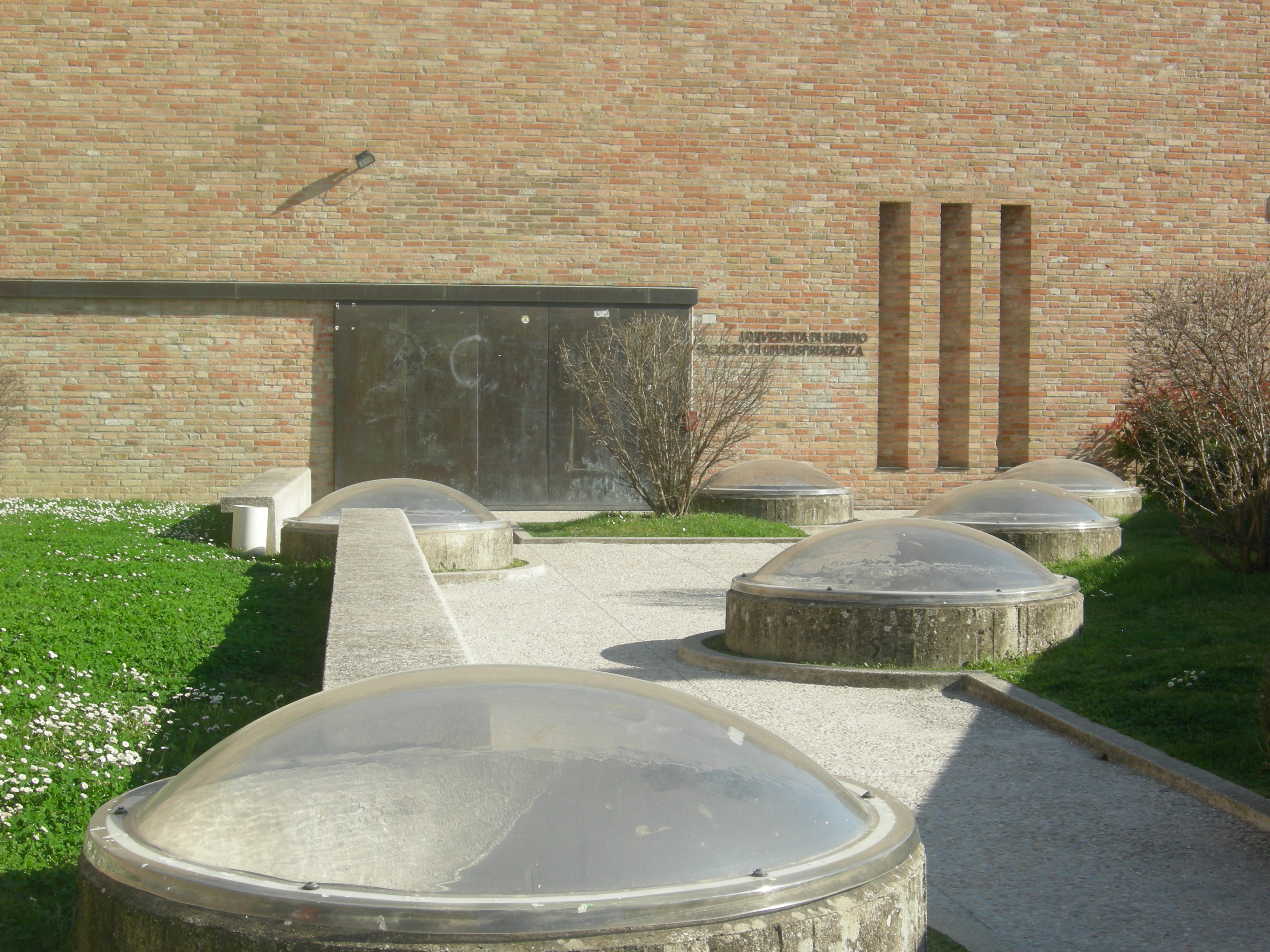
Ingresso principale della Facoltà di Legge (Urbino)

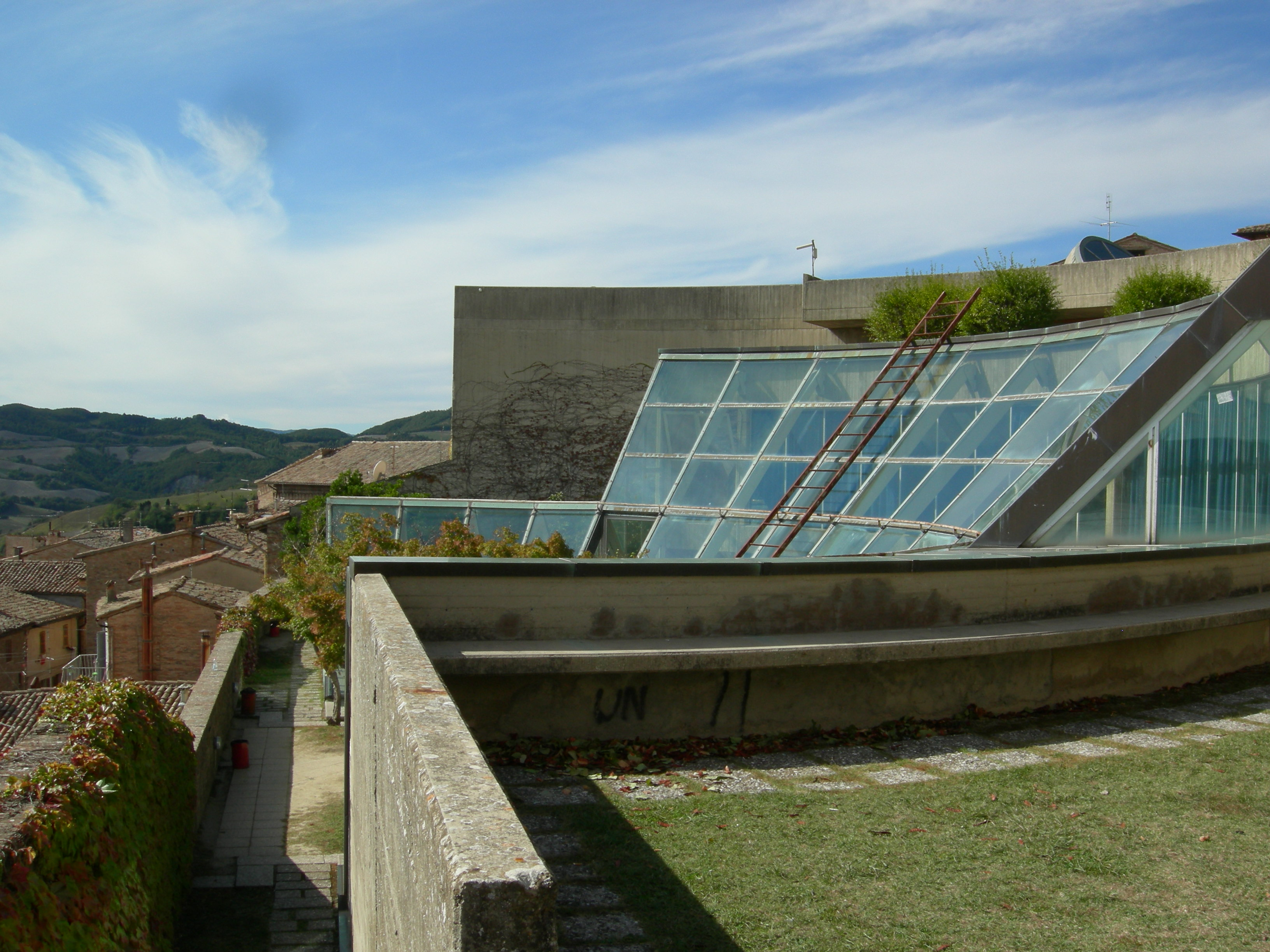
Facoltà di Magistero (Urbino)

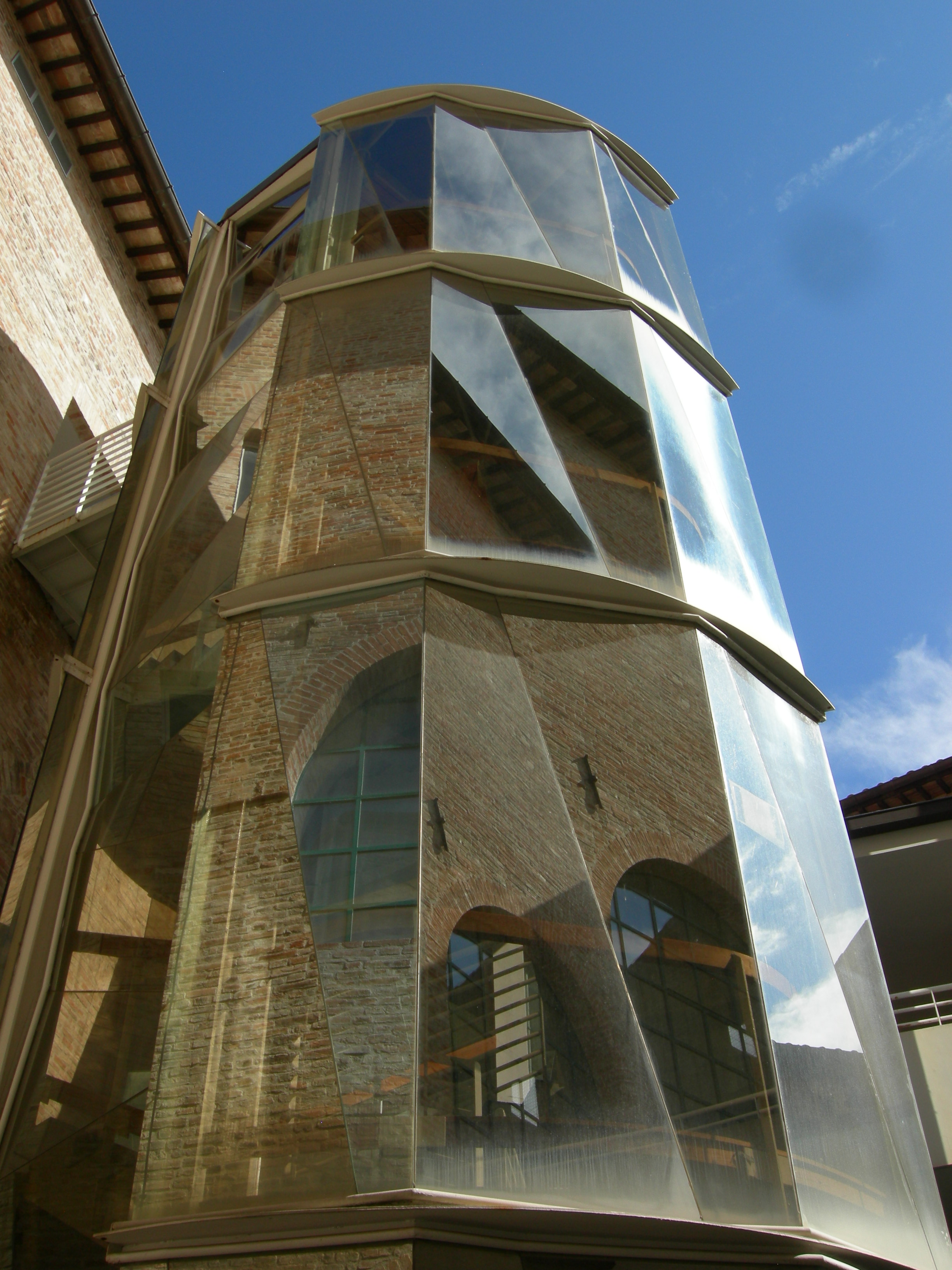
Particolare di Palazzo Battiferri (Urbino)

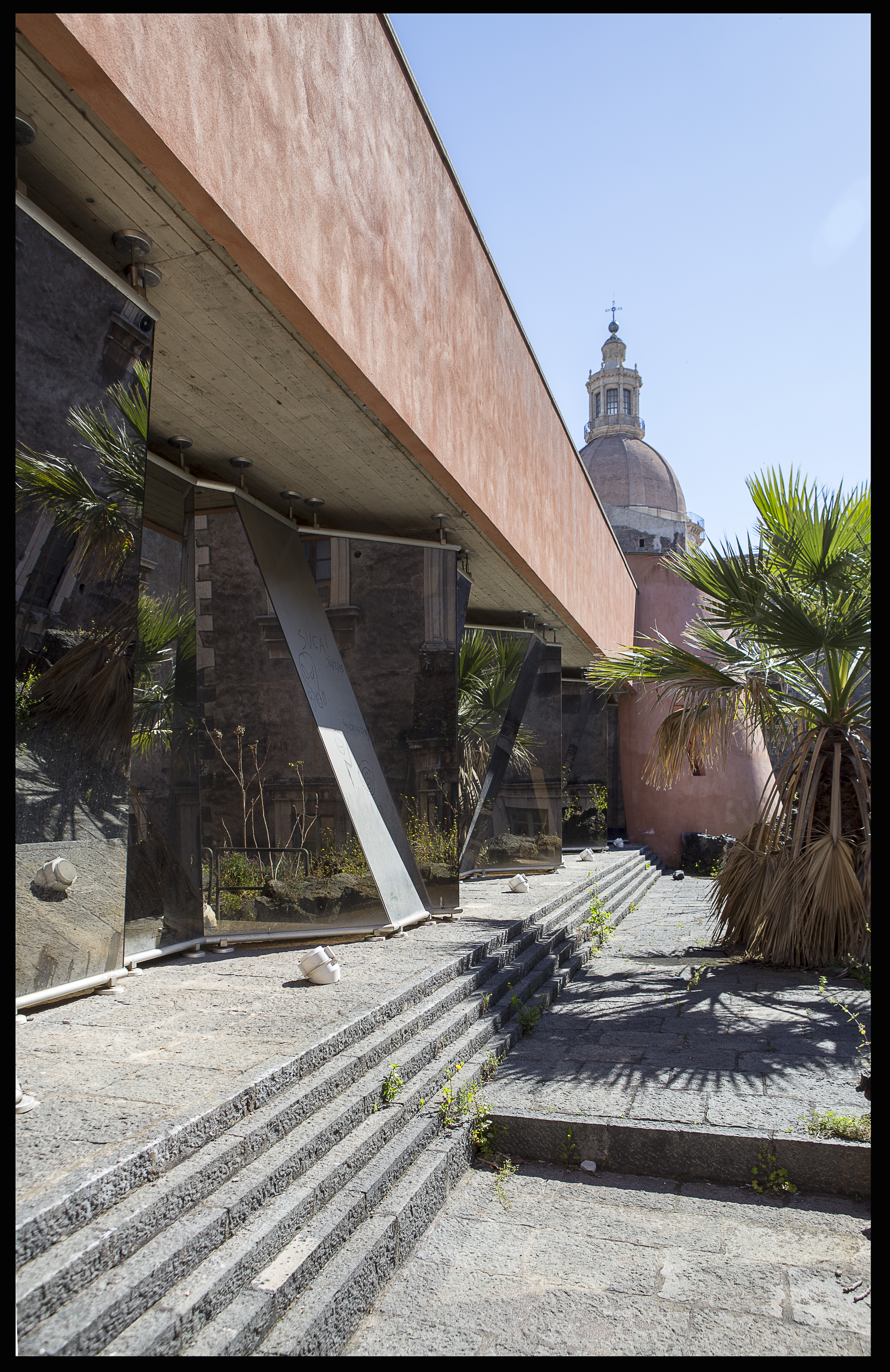
Centrale termica, Giardino dei Novizi

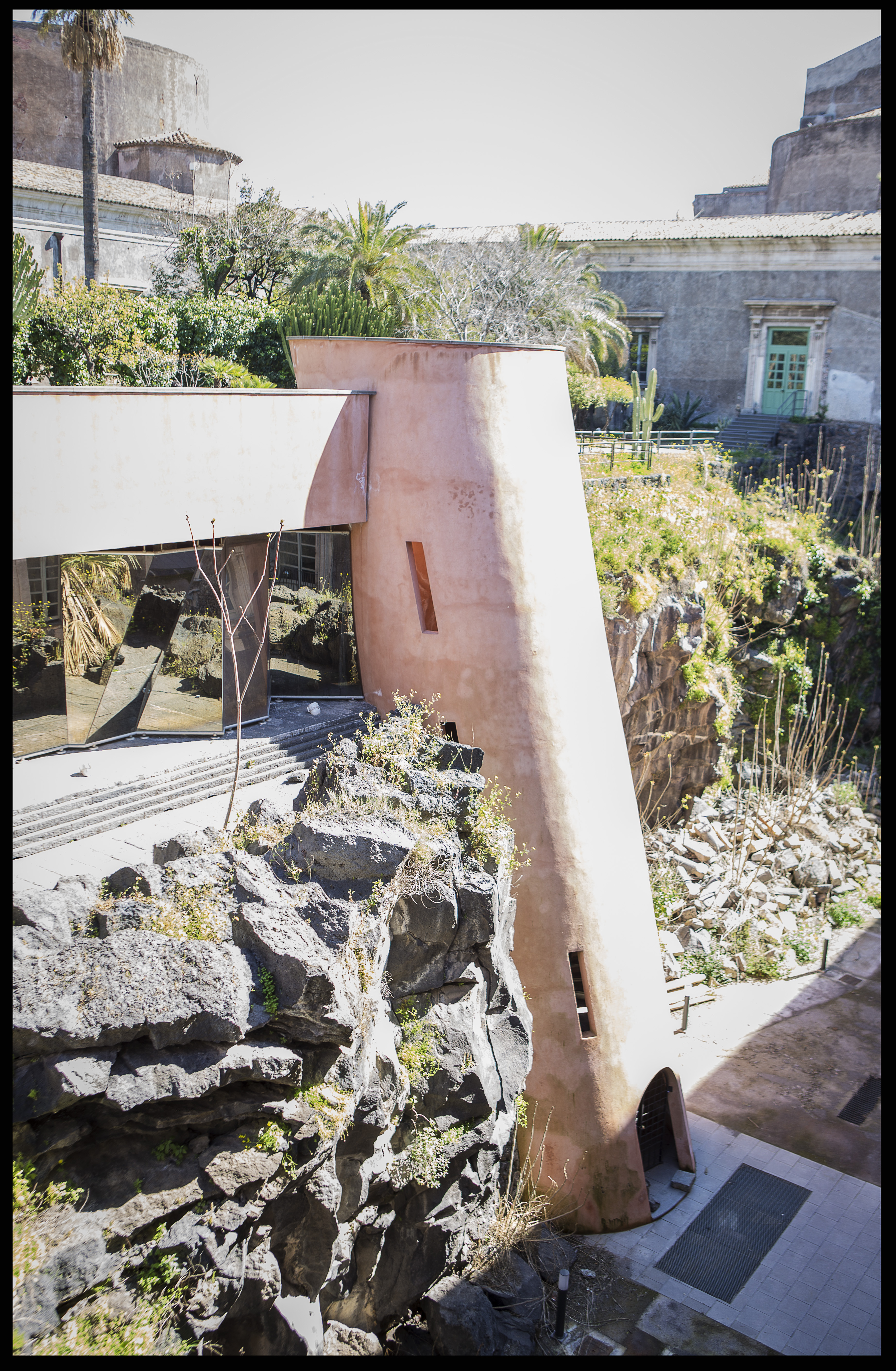
Scala a elicoidale e centrale termica, Giardino dei Novizi (Monastero di San Nicolò l'Arena)

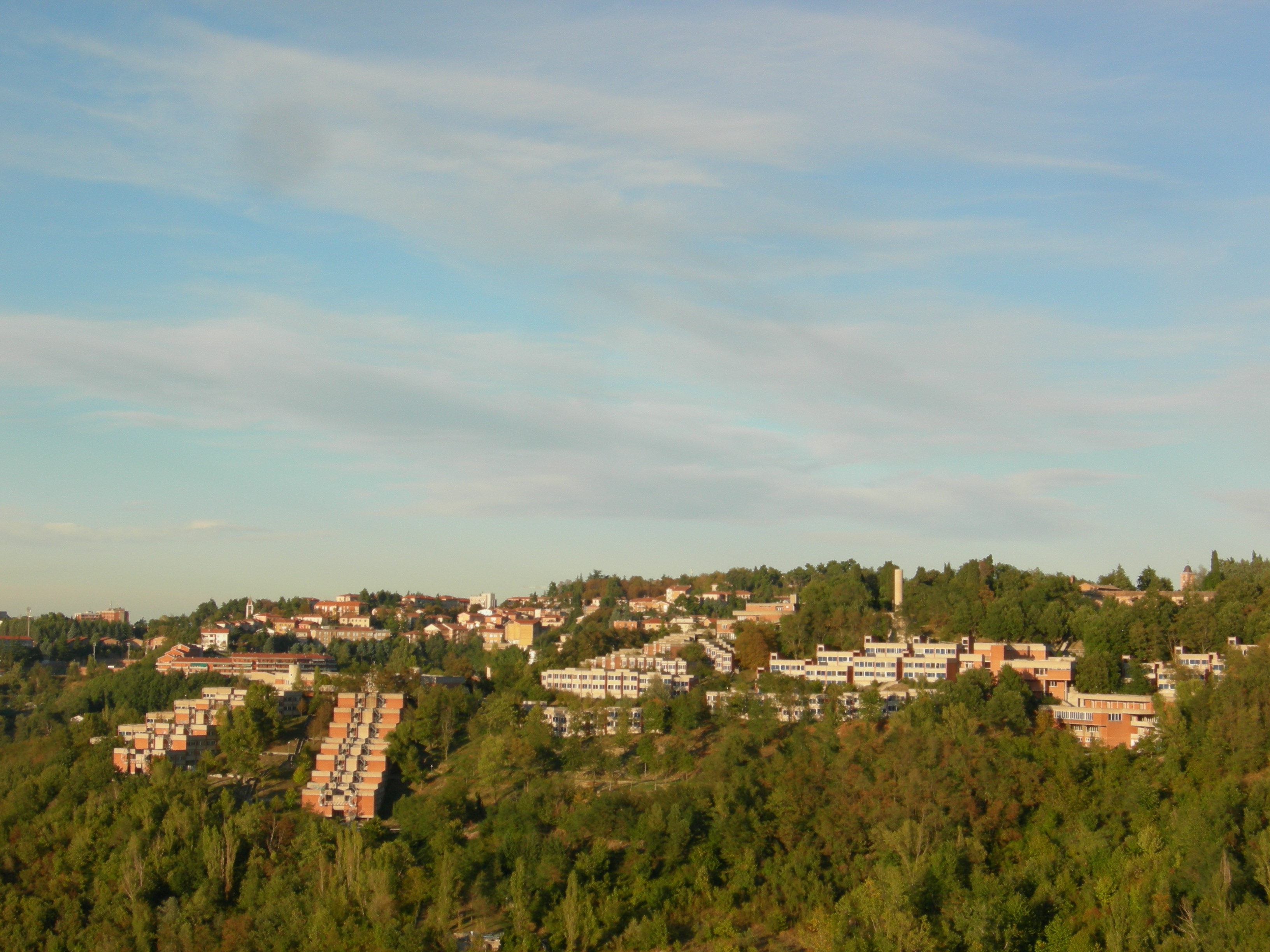
Collegi Universitari (Urbino)

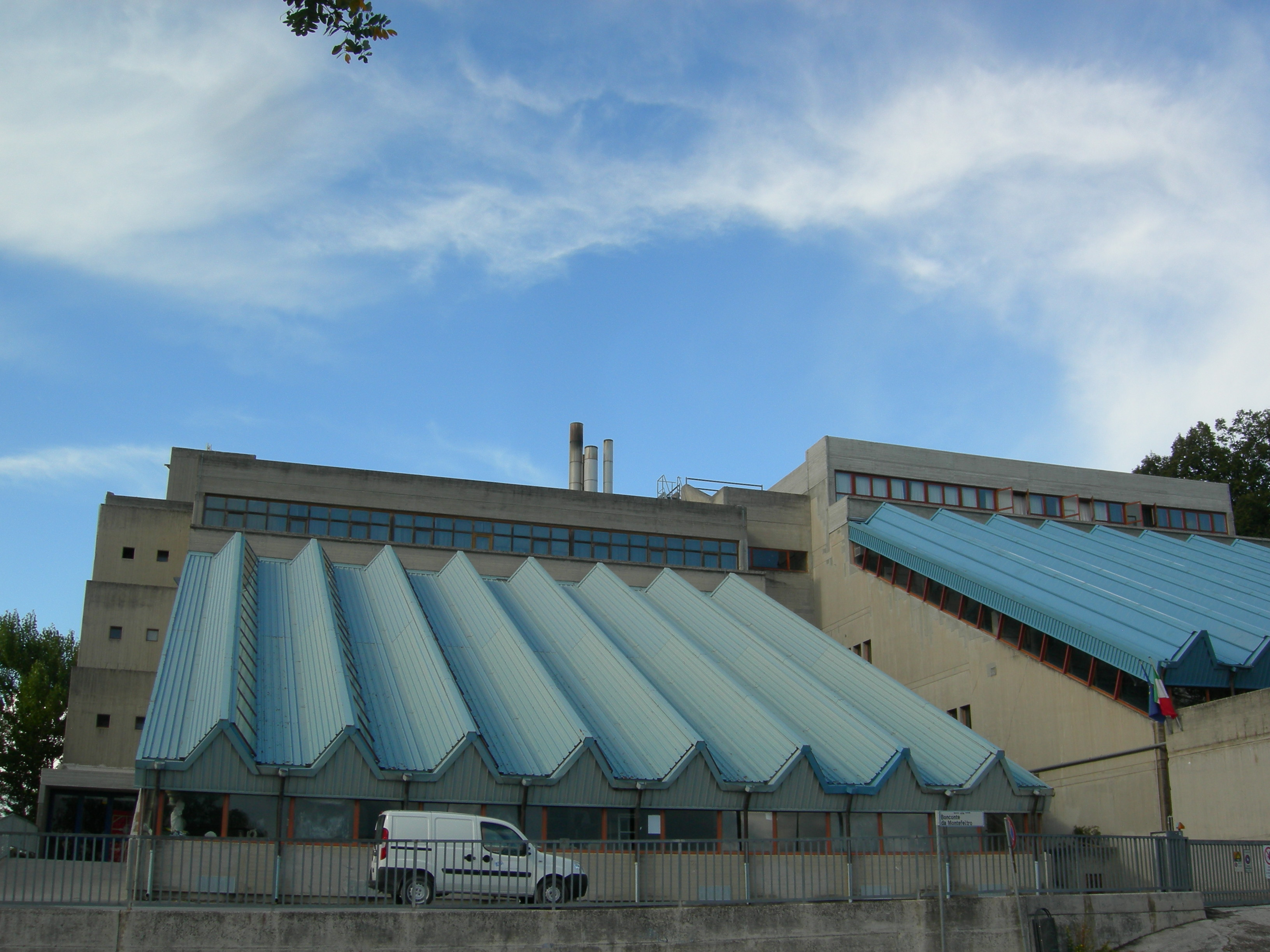
Istituto Statale d'Arte Scuola del Libro (Urbino)

- 1950-1951, Edificio INA-Casa a Sesto San Giovanni
- 1951-1953, Quartiere INA-Casa a Baveno
- 1952-1960, Sede centrale dell'Università di Urbino
- 1954-1957, Case per i dipendenti dell'Università[3] a Urbino
- 1956-1957, Residenze e negozi a Matera
- 1957-1959, Edifici residenziali[4] a Urbino
- 1955-1961, Casa Ceccarelli a Bologna
- 1958-1964, Piano Regolatore Generale di Urbino
- 1958-1964, Casa Zigaina a Cervignano del Friuli
- 1961-1965, Piano Intercomunale Milanese (collaboratori Alessandro Tutino e Silvano Tintori)
- 1961-1963, Colonia marina SIP ENEL a Riccione[5]
- 1962-1965, Collegio del Colle, Urbino
- 1963, Recupero del palazzo degli Anziani a Urbino
- 1966-1968, Facoltà di Legge, Urbino
- 1967-1972, Quartiere Pineta[6], Urbino
- 1967-1968, Casa di campagna a Cervignano del Friuli
- 1967-1969, Ospedale di Mirano, provincia di Venezia
- 1967-1971, Ca' Romanino (Casa Sichirollo)[7], Urbino
- 1968-1976, Facoltà di Magistero, Urbino
- 1969, Padiglione Italiano, Osaka, Giappone
- 1969-1972, Operazione Mercatale, Urbino
- 1970-1975, Nuovo Villaggio Matteotti a Terni
- 1970-1972, Piano Particolareggiato del Nuovo Centro di Rimini 1971
- 1970-1982, Nuova sede per l'Istituto Statale d'Arte Scuola del Libro[8], Urbino
- 1971-1975, Restauro della rampa di Francesco di Giorgio, Urbino
- 1973-1983, Collegi universitari a Urbino
- 1972-1985, Facoltà di Ingegneria dell'Università di Pavia
- 1977-1982, Ristrutturazione del Teatro Sanzio, Urbino
- 1977-1979, Scuole elementari e media a Buia e Osoppo, Udine
- 1979, Programma di recupero del centro storico di Palermo
- 1979-1985, Residenze a Mazzorbo, Venezia (Complesso residenziale Giancarlo De Carlo a Mazzorbo)
- 1980-1981, Recupero Cascina San Lazzaro, Pavia
- 1980-1981, Concorso per il Piazzale delle Pace, Parma
- 1981-1983, Recupero dell'area Prè a Genova
- 1982-2001, Facoltà di Medicina e Biologia di Siena
- 1983-1987, Restauro del magazzino Darsena di Cervia
- 1986-2005, Istituto tecnico commerciale Carlo Cattaneo a San Miniato, Pisa
- 1986-1999, Recupero Palazzo Battiferri, Urbino
- 1986-2004, Recupero del complesso dei Benedettini a Catania
- 1989-2005, Palestra a Mazzorbo, Venezia
- 1989-1994, Nuovo Piano Regolatore Generale di Urbino
- 1992-2005, Nuovo Palazzo di Giustizia, Pesaro
- 1993-1999, Recupero del Borgo di Colletta di Castelbianco, Savona
- 1993-1996, Ponte di Confine tra San Marino e Italia
- 1994-2000, Porte di ingresso alla Repubblica di San Marino
- 1995-2002, Nuovo Blue Moon al Lido di Venezia
- 1996, Progetto di imbarcadero, Salonicco, Grecia
- 1997-2001, Recupero del Castello di Montefiore a Recanati
- 1997-1998, Polo universitario in via Roccaromana, Catania
- 1998-2002, Palazzo degli Anziani ad Ancona
- 2000-2001, Progetto per Ponte Parodi, Genova (Concorso internazionale)
- 2003, Progetto per i Giardini di Porta Nuova a Milano (Concorso internazionale)
- 2003-2006, Residenze a Wadi Abou Jmeel, Beirut, Libano
- 2003-2005, Nuovo polo per l'infanzia a Ravenna

## Archivio
Il fondo Giancarlo De Carlo è stato prodotto negli anni presso lo studio professionale di Giancarlo De Carlo di Milano a partire dal 1950. Nel 1998 per volontà dello stesso architetto è stato depositato in comodato all'Archivio Progetti dello IUAV di Venezia (Istituto Universitario di Architettura di Venezia). Tra il 1998 e il 2003 è stato fatto oggetto di un intervento di riordino e inventariazione analitica a cura di Francesco Samassa (1998-2003). Alla chiusura del lavoro archivistico sono stati pubblicati, nella collana editoriale dell'Archivio Progetti, il volume d'inventario dell'archivio e un volume antologico di scritti su Giancarlo De Carlo (entrambi Il Poligrafo editore, Padova 2004); contestualmente, la banca inventariale completa è stata pubblicata e resa accessibile agli studiosi in formato elettronico a partire dal sito dell'Archivio Progetti IUAV https://sbd.iuav.it/ .

## Scritti
Giancarlo De Carlo fu pubblicista estremamente attivo e prolifico.
I suoi scritti sono innumerevoli e, oltre ai libri, scrisse in molte riviste di architettura, tra cui si ricorda Casabella, Domus e Spazio e società - di cui fu il fondatore e principale motore. Scrisse, inoltre, su quotidiani, settimanali, e bollettini universitari. Di seguito si presenta una selezione dei maggiori libri.
- Le Corbusier, antologia critica degli scritti, Milano, Rosa e Ballo, 1945
- William Morris, Milano, Il Balcone, 1947
- Questioni di architettura e urbanistica, Urbino, Argalia, 1964
- La pianificazione territoriale e urbanistica nell'area milanese, Padova, Marsilio, 1966
- Urbino. La storia di una città e il piano della sua evoluzione urbanistica, Padova, Marsilio, 1966
- Pianificazione e disegno delle università, Venezia, Edizioni Universitarie Italiane, 1968
- La piramide rovesciata, De Donato (Collana: Dissensi 8), Bari, Donato, 1968
- Progetti per il porto vecchio, a cura di Emma Serra e Giorgio Bagnasco, Genova, Marietti, 1992 ISBN 88-211-8997-X
- Gli spiriti dell'architettura, a cura di Livio Sichirollo, Roma, Editori Riuniti, 1992
- La Città e il Porto, Genova, Marietti, 1992
- Nelle città del mondo, Venezia, Marsilio, 1995
- Il progetto Kalhesa, Venezia, Marsilio, 1995 (con lo pseudonimo di Ismé Gimdalcha)
- Io e la Sicilia, Catania, Maimone, 1999
- Viaggi in Grecia, a cura di Anna De Carlo, Macerata, Quodlibet (Collana: Quodlibet Abitare 2), 2010
- L'architettura della partecipazione, a cura di Sara Marini, Macerata, Quodlibet (Collana: Quodlibet Abitare 9), 2013
- La piramide rovesciata. Architettura oltre il '68, a cura di Filippo De Pieri, Macerata, Quodlibet (Collana: Quodlibet Habitat 20), 2018

## Riconoscimenti
- È chiamato come "visiting professor" presso l'Università di Yale, Massachusetts Institute of Technology (MIT), University of California e Cornell University
- Membro onorario del "American Institute of Architects", 1975
- Membro onorario del "Royal Institute of British Architects" (RIBA), 1981
- Premio Wolf, 1988
- Cittadino Onorario di Urbino, 1989
- "Royal Gold Medal 1993" del RIBA, prestigioso riconoscimento assegnato con la motivazione: non costruisce monumenti, ma comunità
- Riceve le chiavi della città di Venezia, 1999
- medaglia Fritz Schumacher nel 1990